# Димитър Калев
Димитър Николаев Калев е български лекар, поет и хуманитарист.

## Биография
Димитър Калев е роден на 17 октомври 1953 г. в град Омуртаг. През 1971 г. завършва политехническа гимназия, дипломира се по медицина (1979 г.); притежава специалности по вътрешни болести, пневмология и фтизиатрия, медицинска онкология.
Работил е с изтъкнатия български пулмолог проф. д-р Златан Златанов и с един от създателите на българската клинична цитология – доц. д-р Асен Захариев. Присъдени му са научна степен доктор и научно звание доцент.

## Медицинска кариера
От 1986 г. до 2016 г. преподава пулмология и клинична онкология в Медицински университет – Варна. През 1994 г. публикува математичен модел за цитологична диагностика на бенигнени и малигнени плеврални изливи. В съавторство с проф. д-р Коста Костов издава монографията Плеврата (2006) и е съосновател на пулмологичното списание InSpiro.
През 2010 г. инициира националния проект МОРЕ (мултидисциплинарни онкологични разговори и екстракти), който ежегодно учредява национални експертни бордове по онкология и публикува клинични ръководства, основани на доказателства. Негово е начинанието за въвеждане в българската онкологична наука на подхода GRADE като система за оценка на качество на доказателства и за степенуване на препоръки. Създадената от него фондация МОРЕ-Дарзалас функционира от 2015 г. и провежда различни форми на експертна творческа дейност и продължаващо медицинско обучение по онкология.
По негова инициатива от 2013 г. се връчва ежегодната награда Венец на дързост – за принос в българската клинична онкология.
През март 2022 г. основава клъстера Съвместна онкологична национална мрежа (СОНМ) и е избран за пръв председател на управителния му съвет.

## Литературно творчество
През 1971 г. получава наградата на списание Родна реч за най-добро стихотворение (Котел). Повлиян е от Яворов, Любомир Левчев, Осип Манделщам, Йосиф Бродски и Робърт Фрост. Публикува първия си лиричен сборник Страданието на светлината през 1993 г. Следват: Да ме поливате отвъд (1996), Триада (2001), Помежду (2006), Eтер (2011), Ти, който избиваш пророците (2020) и Евтерпософия (2022).
Негови издатели и редактори са писателите Георги Марковски, Владимир Зарев, Ангел Г. Ангелов, Елка Няголова и литературните критици Панко Анчев, Сава Василев и Иван Гранитски. Михаил Неделчев включва стихотворението му Алпите в антология Европа. Получава литературна награда Варна 2007 за стихосбирката Помежду, в която с цикъла Хекзаметри възражда античното стихосложение (хекзаметър) в българската лирична поезия. Автор е на либретото на балетния спектакъл Анна Каренина, лауреат на награда Варна 2009 (заедно с Константин Илиев и Екатерина Чешмеджиева). От 2005 г. е в редакционния съвет на литературното списание Простори (излиза от 1961 г.). Гравитира към литературния кръг Последните огняри (Къщата с машината), заедно с Красимир Симеонов, Ангел Г. Ангелов, Теменуга Маринова, Христо Леондиев, Юрий Лучев и др.
През 2024 г. публикува философско есе, в което излага концепцията за литературния емергентизъм като направление в литературната теория.

## Хуманитарни изследвания
Като хуманитарист е повлиян от Хегел, Рудолф Щайнер и Пол Рикьор. През 1999 г. публикува Учителя във Варна – документална хроника на делото на Петър Дънов, Учителя, във Варна.
Един от инициаторите на националните конференции Петър Дънов, Учителя, в културното пространство на България. Заедно с Димитър Мангуров, Преслав Павлов и Филип Филипов лансира няколко оригинални концепти за делото на Дънов като културологичен и религиозен феномен, включително като българска реформация и съществото Бодхисатва през 20. век. Пръв предлага морфологията аз-Христос-другия за структуралистична реконструкция на проповедите и лекциите на Дънов като текст. Въвежда различни епистемологични модели за словото на Дънов като устна публична реч: формообразуващи съждения (идеална обективност), морално дишане, емергентизъм (възникващо възприятие), ментално отделяне и присъединяване, етерно пришествие (на Христос), интезоктуализъм (неологизъм, производен от интелектуализъм и езотеризъм) и др. В монографията си Петър Дънов, Учителя (2022, от поредицата Дълг и чест) опитва да обобщи всички съвременни хуманитаристични интерпретации по проблема.
От 2014 г. в лекции и публикации представя емпиричната социална утопия за четиричленна организация на обществото, в която автономно функционират и съвластват четири съобщества: стопанско, законотворческо, научно-просветно и религиозно. Инициатор и един от редакторите на електронния вестник Синархия.

## Признание
Според Никола Иванов в лириката на Димитър Калев присъства символистичен дискурс с далечни прилики с Иван Цанев и Борис Христов. Йордан Ефтимов я определя като поезия философия и поезия наука на предсократиците, а самия Калев поставя в категорията „невидим поет“. Носител на специалната награда на издателство „Захарий Стоянов“ за 2023 г.